# 磁気遮断器
磁気遮断器（じきしゃだんき, MBB, Magnetic Blow-out Circuit Breaker）は、電流の遮断を電磁力によって支援する遮断器である。
磁気遮断器は、電流を遮断した際に発生するアーク放電を電磁力によって吸引し、アークシュートまで導く遮断器である。
開閉器電極間に発生したアークは遮断器内部に設けられた電磁石によって、電極間からアークホーンへ移される。
アークホーンはアークの通路であり、アークシュートまで延びている。
アークシュートはくし状のひだが何重にも織り重ねられており、アークはここで引きちぎられる。
遮断する電流が小さいと、アークも弱々しいものとなり、電磁石による吸引力も弱くなる。
従って、電極の動作に連動したピストンによってアークに対して空気を吹き付け、電磁力による駆動を支援しているものもある。
磁気遮断器はアークの消滅を大気中で行う、いわば気中遮断器の発展形である。
高電圧・大容量化には適用できるものではなく、主にキュービクルで用いられる。